# La Musique d'une vie
La Musique d'une vie est un roman court d'Andreï Makine publié le 12 janvier 2001 aux éditions du Seuil et ayant reçu le Grand prix RTL–Lire la même année.

## Résumé
Le roman relate la vie d'Alexeï Berg, pianiste au talent prometteur, obligé de fuir la répression stalinienne avant son tout premier concert. Il prend alors l'identité d'un soldat mort et se retrouve ainsi plongé au cœur du second conflit mondial.

## Éditions
- Éditions du Seuil[3], 2001  (ISBN 9782020483438)
- Éditions Points, 2004  (ISBN 9782020542852)